# Ster Elektrotoer 2006
Lo Ster Elektrotoer 2006, ventesima edizione della corsa, si svolse dal 14 al 17 giugno su un percorso di 638 km ripartiti in 5 tappe, con partenza da Schijndel e arrivo a Eindhoven. Fu vinto dal norvegese Kurt Asle Arvesen della squadra Team CSC davanti al belga Jurgen Van De Walle e all'italiano Paolo Bossoni.

## Tappe
| Tappa  | Data      | Percorso                        | km    | Vincitore di tappa | Leader cl. generale |
| ------ | --------- | ------------------------------- | ----- | ------------------ | ------------------- |
| 1ª     | 14 giugno | Schijndel > Nuth                | 122,2 | Aart Vierhouten    | Aart Vierhouten     |
| 2ª     | 14 giugno | Nuth > Nuth (cron. individuale) | 11    | Erik Dekker        | Jens Voigt          |
| 3ª     | 15 giugno | Valkenburg > Valkenburg         | 179,4 | Frederik Willems   | Kurt Asle Arvesen   |
| 4ª     | 16 giugno | Verviers > Jalhay               | 192,3 | Jens Voigt         | Kurt Asle Arvesen   |
| 5ª     | 17 giugno | Sittard-Geleen > Eindhoven      | 133,5 | Robert Förster     | Kurt Asle Arvesen   |
| Totale | Totale    | Totale                          | 638   |                    |                     |

## Dettagli delle tappe

### 1ª tappa
- 14 giugno: Schijndel > Nuth – 122,2 km

| Pos. | Corridore             | Squadra      | Tempo    |
| ---- | --------------------- | ------------ | -------- |
| 1    | Aart Vierhouten       | Skil-Shimano | 2h32'06" |
| 2    | Mathew Hayman         | Rabobank     | s.t.     |
| 3    | Alessandro Cortinovis | Milram       | a 2"     |

| Pos. | Corridore       | Squadra      | Tempo    |
| ---- | --------------- | ------------ | -------- |
| 1    | Aart Vierhouten | Skil-Shimano | 2h32'00" |

### 2ª tappa
- 14 giugno: Nuth > Nuth (cron. individuale) – 11 km

| Pos. | Corridore          | Squadra    | Tempo  |
| ---- | ------------------ | ---------- | ------ |
| 1    | Erik Dekker        | Rabobank   | 13'18" |
| 2    | Jens Voigt         | CSC        | a 10"  |
| 3    | Sébastien Rosseler | Quick Step | a 12"  |

| Pos. | Corridore  | Squadra | Tempo    |
| ---- | ---------- | ------- | -------- |
| 1    | Jens Voigt | CSC     | 2h45'36" |

### 3ª tappa
- 15 giugno: Valkenburg > Valkenburg – 179,4 km

| Pos. | Corridore         | Squadra    | Tempo    |
| ---- | ----------------- | ---------- | -------- |
| 1    | Frederik Willems  | Vlaanderen | 4h23'25" |
| 2    | Kurt Asle Arvesen | CSC        | a 11"    |
| 3    | Paolo Bossoni     | Tenax      | a 18"    |

| Pos. | Corridore         | Squadra | Tempo    |
| ---- | ----------------- | ------- | -------- |
| 1    | Kurt Asle Arvesen | CSC     | 7h09'42" |

### 4ª tappa
- 16 giugno: Verviers > Jalhay – 192,3 km

| Pos. | Corridore          | Squadra      | Tempo    |
| ---- | ------------------ | ------------ | -------- |
| 1    | Jens Voigt         | CSC          | 4h42'11" |
| 2    | Stefan Schumacher  | Gerolsteiner | a 2"     |
| 3    | Alexander Kolobnev | Rabobank     | s.t.     |

| Pos. | Corridore         | Squadra | Tempo     |
| ---- | ----------------- | ------- | --------- |
| 1    | Kurt Asle Arvesen | CSC     | 11h51'55" |

### 5ª tappa
- 17 giugno: Sittard-Geleen > Eindhoven – 133,5 km

| Pos. | Corridore       | Squadra      | Tempo    |
| ---- | --------------- | ------------ | -------- |
| 1    | Robert Förster  | Gerolsteiner | 2h46'26" |
| 2    | Paolo Bossoni   | Tenax        | s.t.     |
| 3    | Wouter Weylandt | Quick Step   | s.t.     |

| Pos. | Corridore           | Squadra    | Tempo     |
| ---- | ------------------- | ---------- | --------- |
| 1    | Kurt Asle Arvesen   | CSC        | 14h38'21" |
| 2    | Jurgen Van De Walle | Quick Step | a 20"     |
| 3    | Paolo Bossoni       | Tenax      | a 36"     |

## Classifiche finali

### Classifica generale
| Pos. | Corridore              | Squadra                               | Tempo     |
| ---- | ---------------------- | ------------------------------------- | --------- |
| 1    | Kurt Asle Arvesen      | Team CSC                              | 14h38'21" |
| 2    | Jurgen Van De Walle    | Quick Step                            | a 20"     |
| 3    | Paolo Bossoni          | Tenax                                 | a 36"     |
| 4    | Gerben Löwik           | Rabobank                              | a 41"     |
| 5    | Frederik Willems       | Chocolade Jacques-Topsport Vlaanderen | a 43"     |
| 6    | Marco Serpellini       | Unibet.com                            | a 49"     |
| 7    | Maarten Wynants        | Chocolade Jacques-Topsport Vlaanderen | a 1'14"   |
| 8    | Christoph Meschenmoser | Skil-Shimano                          | a 1'49"   |
| 9    | Sven Renders           | Landbouwkrediet-Colnago               | a 2'27"   |
| 10   | Jens Voigt             | Team CSC                              | a 3'10"   |